# 武州 (辽朝)
武州，辽朝时设置的州。
重熙九年（1040年），在神武县地置武州，号宣威军，仅统一县：神武县，同时并宁远县为一县来属。